# Elezioni generali a Cuba del 1912
Le elezioni generali a Cuba del 1912 si tennero il 1º novembre. Le elezioni presidenziali furono vinte da Mario García Menocal, candidato della Conjunción Patriótica, alleanza che comprendeva il Partito Conservatore Nazionale ed il Partito Liberale Nazionale, che ottenne la maggioranza assoluta dei seggi sia al Senato (11 su 13), sia alla Camera dei Rappresentanti (26 su 50).

## Risultati

### Elezioni presidenziali
| Candidato               | Partito                      | Voti    | %     |
| ----------------------- | ---------------------------- | ------- | ----- |
| Mario García Menocal    | Conjunción Patriótica        | 195.504 | 51,98 |
| Alfredo Zayas y Alfonso | Partito Liberale Autonomista | 180.640 | 48,02 |
| Schede bianche/nulle    | Schede bianche/nulle         |         | -     |
| Totale                  | Totale                       | 376.144 | 100   |

### Elezioni parlamentari

#### Camera dei rappresentanti
| Partito                      | Voti | % | Seggi |
| ---------------------------- | ---- | - | ----- |
| Conjunción Patriotica        |      |   | 26    |
| Partito Liberale Autonomista |      |   | 24    |
| Schede bianche/nulle         |      | - | -     |
| Totale                       |      |   | 50    |

La Conjunción Patriótica era un'alleanza del Partito Conservatore Nazionale e del Partito Liberale Nazionale. Dei suoi 26 seggi, 18 andarono al Partito Conservatore Nazionale e 8 al Partito Liberale Nazionale.

#### Senato
| Partito                      | Voti | % | Seggi |
| ---------------------------- | ---- | - | ----- |
| Conjunción Patriótica        |      |   | 11    |
| Partito Liberale Autonomista |      |   | 2     |
| Schede bianche/nulle         |      | - | -     |
| Totale                       |      |   | 13    |